# Burkina Faso ai XVII Giochi paralimpici estivi
Il Burkina Faso ha partecipato ai XVII Giochi paralimpici estivi che si sono svolti a Parigi in Francia, dal 28 agosto all'8 settembre 2024, con una delegazione di un'atleta donna, che ha gareggiato in una disciplina.

## Atletica leggera
Fonte:
| Atleta         | Evento                        | Semifinale | Semifinale | Finale          | Finale          |
| Atleta         | Evento                        | Risultato  | Posizione  | Risultato       | Posizione       |
| -------------- | ----------------------------- | ---------- | ---------- | --------------- | --------------- |
| Rahinatou Mone | 100 metri piani T13 femminili | 13"86      | 13°        | non qualificata | non qualificata |